# Unterseeboot 212
Ne doit pas être confondu avec Unterseeboot Type 212.
Le Unterseeboot 212 (ou U-212) est un sous-marin allemand (U-Boot) de type VII.C utilisé par la Kriegsmarine (marine de guerre allemande) pendant la Seconde Guerre mondiale.

## Historique
Mis en service le 25 avril 1942, l'Unterseeboot 212 reçoit sa formation de base dans la 8. Unterseebootsflottille à Danzig jusqu'au 30 septembre 1942, où il rejoint son unité de combat de la 11. Unterseebootsflottille à Bergen, puis, le 1er juin 1943 dans la 13. Unterseebootsflottille à Drontheim, et enfin à partir du 1er novembre 1943 dans la 3. Unterseebootsflottille à Base sous-marine de La Rochelle (La Pallice).
Il réalise sa première patrouille, du port de Kiel le 12 septembre 1942 sous les ordres du Kapitänleutnant Helmut Vogler. Après 15 jours de mer, l'U-212 rejoint Narvik le 26 septembre 1942.
L'Unterseeboot 212 a effectué 15 patrouilles dans lesquelles il a coulé 1 navire marchand de 80 tonneaux au cours de 339 jours en mer.
Sa quinzième patrouille part de la base sous-marine de Brest le 5 juillet 1944 toujours sous les ordres du Kapitänleutnant Helmut Vogler. Après 17 jours en mer, l'U-212 est coulé le 21 juillet 1944 par des charges de profondeur lancées par les frégates britanniques HMS Ekins et le HMS Curzon dans La Manche au sud de Brighton à la position géographique de 50° 27′ N, 0° 13′ O. 
La totalité des 49 membres d'équipage périt pendant cette attaque.

## Affectations
- 8. Unterseebootsflottille du 25 avril au 30 septembre 1942 (entraînement)
- 11. Unterseebootsflottille du 1er octobre 1942 au 31 mai 1943 (service actif)
- 13. Unterseebootsflottille du 1er juin au 31 octobre 1943 (service actif)
- 3. Unterseebootsflottille du 1er novembre 1943 au 21 juillet 1944 (service actif)

## Commandement
- Kapitänleutnant Helmut Vogler du 25 avril 1942 au 21 juillet 1944

## Patrouilles
|       | Commandant           | Départ            | Départ     | Arrivée           | Arrivée    | Jours     | Succès |
| ----- | -------------------- | ----------------- | ---------- | ----------------- | ---------- | --------- | ------ |
| 1     | Kptlt. Helmut Vogler | 12 septembre 1942 | Kiel       | 26 septembre 1942 | Narvik     | 15 jours  |        |
| 2     | Kptlt. Helmut Vogler | 10 octobre 1942   | Narvik     | 5 novembre 1942   | Narvik     | 27 jours  |        |
| 3     | Kptlt. Helmut Vogler | 19 novembre 1942  | Narvik     | 25 décembre 1942  | Narvik     | 37 jours  |        |
|       | Kptlt. Helmut Vogler | 28 décembre 1942  | Narvik     | 31 décembre 1942  | Bergen     | 4 jours   |        |
|       | Kptlt. Helmut Vogler | 28 février 1943   | Bergen     | 1er mars 1943     | Bergen     | 2 jours   |        |
| 4     | Kptlt. Helmut Vogler | 8 mars 1943       | Bergen     | 7 avril 1943      | Narvik     | 31 jours  |        |
| 5     | Kptlt. Helmut Vogler | 20 avril 1943     | Narvik     | 16 mai 1943       | Brest      | 27 jours  |        |
| 6     | Kptlt. Helmut Vogler | 3 juin 1943       | Hammerfest | 12 juillet 1943   | Narvik     | 40 jours  |        |
| 7     | Kptlt. Helmut Vogler | 26 juillet 1943   | Narvik     | 4 août 1943       | Kirkenes   | 10 jours  | 80     |
|       | Kptlt. Helmut Vogler | 8 août 1943       | Kirkenes   | 10 août 1943      | Bergen     | 3 jours   |        |
| 8     | Kptlt. Helmut Vogler | 11 octobre 1943   | Bergen     | 2 décembre 1943   | La Pallice | 53 jours  |        |
| 9     | Kptlt. Helmut Vogler | 10 janvier 1944   | La Pallice | 12 mars 1944      | La Pallice | 63 jours  |        |
| 10    | Kptlt. Helmut Vogler | 8 avril 1944      | La Pallice | 10 avril 1944     | La Pallice | 3 jours   |        |
| 11    | Kptlt. Helmut Vogler | 6 juin 1944       | La Pallice | 9 juin 1944       | La Pallice | 4 jours   |        |
| 12    | Kptlt. Helmut Vogler | 12 juin 1944      | La Pallice | 16 juin 1944      | La Pallice | 5 jours   |        |
| 13    | Kptlt. Helmut Vogler | 22 juin 1944      | La Pallice | 24 juin 1944      | La Pallice | 3 jours   |        |
| 14    | Kptlt. Helmut Vogler | 28 juin 1944      | La Pallice | 1er juillet 1944  | Brest      | 4 jours   |        |
| 15    | Kptlt. Helmut Vogler | 5 juillet 1944    | Brest      | 21 juillet 1944   | Coulé      | 17 jours  |        |
| Total | Total                | Total             | Total      | Total             | Total      | 339 jours | 80 t   |

Note : Kptlt. = Kapitänleutnant 

### Opérations Wolfpack
L'U-212 a opéré avec les Wolfpacks (meute de loups) durant sa carrière opérationnelle:
1. Boreas (22 novembre 1942 - 9 décembre 1942)
2. Eisbär (27 mars 1943 - 5 avril 1943)
3. Siegfried (25 octobre 1943 - 27 octobre 1943)
4. Siegfried 1 (27 octobre 1943 - 30 octobre 1943)
5. Körner (30 octobre 1943 - 2 novembre 1943)
6. Tirpitz 1 (2 novembre 1943 - 8 novembre 1943)
7. Eisenhart 4 (9 novembre 1943 - 15 novembre 1943)
8. Schill 3 (18 novembre 1943 - 22 novembre 1943)
9. Rügen (15 janvier 1944 - 26 janvier 1944)
10. Hinein (26 janvier 1944 - 3 février 1944)
11. Igel 1 (3 février 1944 - 17 février 1944)
12. Hai 1 (17 février 1944 - 22 février 1944)
13. Preussen (22 février 1944 - 4 mars 1944)

## Navires coulés
L'Unterseeboot 212 a coulé 1 navire marchand de 80 tonneaux au cours des 15 patrouilles (339 jours en mer) qu'il effectua.
| Date        | Navire     | Pavillon         | Tonnage | Fait         |
| ----------- | ---------- | ---------------- | ------- | ------------ |
| 5 août 1943 | Majakovski | Union soviétique | 80      | Coulé (Mine) |

### Référence
1. ↑  (en) « Uboat.net », sur uboat.net (consulté le 10 avril 2023).

### Source
- (en) Cet article est partiellement ou en totalité issu de l’article de Wikipédia en anglais intitulé « German submarine U-212 » (voir la liste des auteurs).